# Show and Tell (Zvezdna vrata SG-1)
Show and Tell je naslov epizode znanstveno-fantastične serije Zvezdna vrata, v kateri na poveljstvo Zvezdnih vrat pride deček, ki trdi, da je pripadnik rase nevidnih Reetoujev. Prosi, da se ga imenuje Charlie, tako je bilo ime tudi O'Neillovemu sinu. Deček pove, da sta z mamo prišla s planeta Reetalia, ki so ga uničili Goa'uldi. Prišla sta s svarilom, da nameravajo Reetouji iztrebiti vse možne gostitelje za Goa'ulde, na njihovem seznamu pa so tudi vsi prebivalci Zemlje.